# Filles de la Croix (de Liège)
Pour les articles homonymes, voir Filles de la Croix.
 (octobre 2017).
Si vous disposez d'ouvrages ou d'articles de référence ou si vous connaissez des sites web de qualité traitant du thème abordé ici, merci de compléter l'article en donnant les références utiles à sa vérifiabilité et en les liant à la section « Notes et références ».
 (octobre 2017).
Les Filles de la Croix (de Liège) forment une congrégation religieuse féminine de droit pontifical. Fondée en 1833 à Liège, en Belgique, la congrégation est engagée principalement dans des œuvres d'éducation féminine, en Belgique, Grande-Bretagne, Allemagne, Italie, Brésil, Inde et Pakistan.

## Origine et fondation
Après la mort de leur mère en 1820, les deux sœurs Ferdinande (1780-) et Jeanne Haze (1782-1876) ne pouvant entrer en religion étant donné les lois en vigueur à l'époque, décident de vivre la vie religieuse à domicile. Pour subvenir à leurs besoins, elles ouvrent chez elles en 1824 une école payante. En 1829, elles acceptent la direction d'une école gratuite qui leur est confiée par le curé de la paroisse Saint-Barthélemy de Liège, Jean-Guillaume Habets (1801-1876).
Quelques compagnes se joignent aux deux sœurs. En 1832, l'abbé Habets rédige pour elles une règle de vie religieuse. Le 8 septembre 1833, le petit groupe prend l'habit religieux. Jeanne Haze et sa sœur font leur profession religieuse perpétuelle dans la chapelle du Carmel du Potay (Liège). Jeanne Haze prend le nom de (Mère) Marie-Thérèse.
En 1845, l'institut reçoit sa reconnaissance canonique par Mgr Corneille van Bommel, évêque de Liège, et le texte de ses constitutions est approuvé en 1851. Il sera revu plusieurs fois par la suite. L'engagement apostolique principal de la congrégation est l'éducation des jeunes filles. Plus tard, le service des malades, des personnes âgées et des handicapés sera ajouté au projet apostolique de la congrégation.

## Histoire

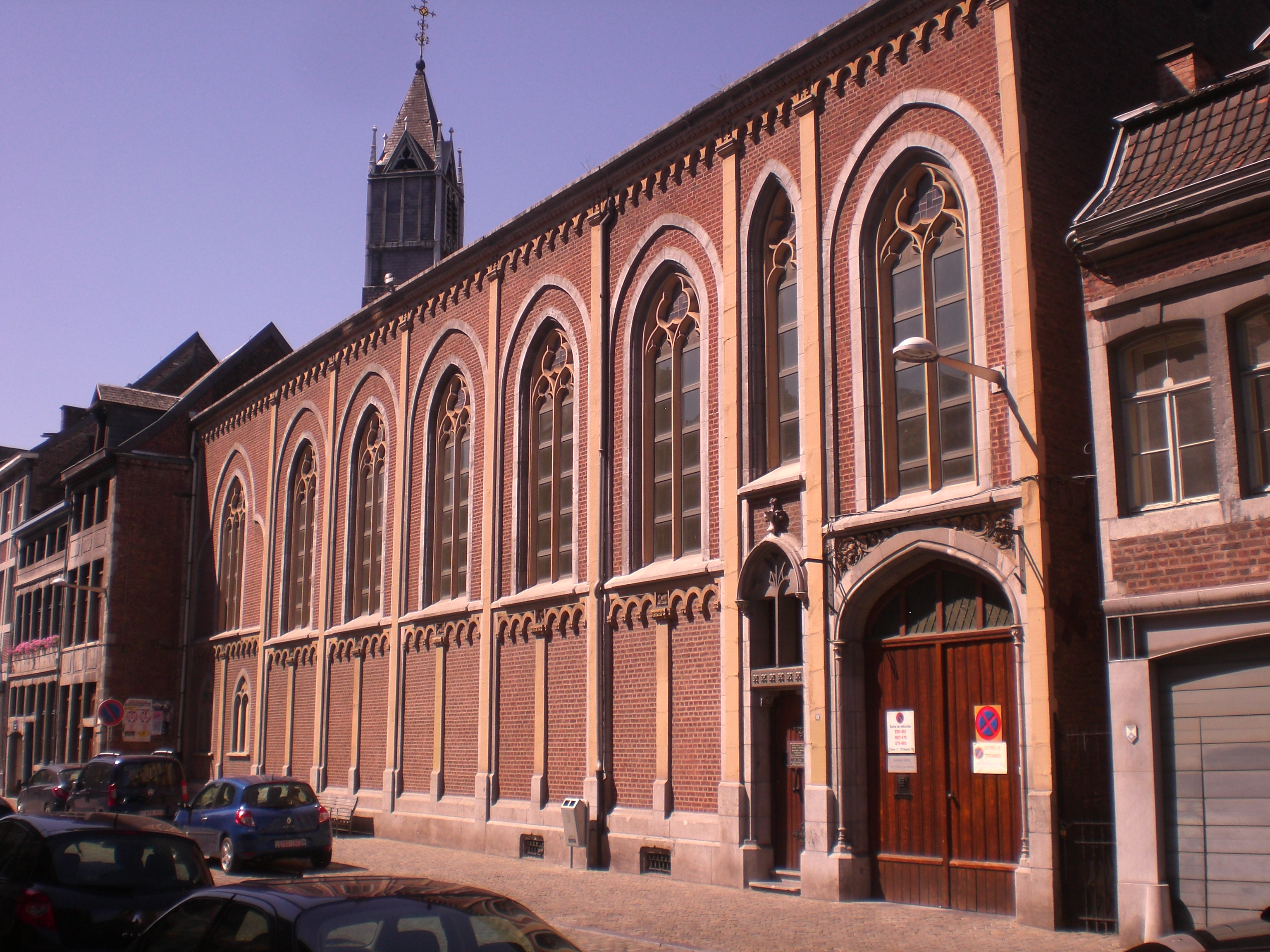
Chapelle des Filles de la Croix, rue Hors-Château, à Liège

Les Filles de la Croix sont déjà 84 en 1845. La plupart d'entre elles sont jeunes et encore en formation. Les religieuses dirigent quatre écoles pour un millier de jeunes filles (800 d'entre elles recevant une éducation gratuite). Elles dirigent la « prison des femmes » depuis 1841 et une « maison du refuge » (pour la réhabilitation de prostituées) depuis 1842, enfin un home pour mendiants (125 personnes) depuis 1843.
La congrégation essaime en Allemagne en 1851. Les premières œuvres missionnaires se font en Inde (Bombay et Karachi) en 1862 où elles sont invitées par Mgr Walter Steins, vicaire apostolique de Bombay. Ensuite, le développement se fait régulier : les Filles de la Croix sont en Angleterre en 1863, au Congo belge en 1910, en Irlande (1920), aux Pays-Bas (1924), en Italie (1929), au Brésil (1953), etc.
En 1861, les religieuses s'installent rue Hors-Château à Liège, dans un ancien couvent de religieuses capucines. Le bâtiment vendu comme bien public durant la période révolutionnaire avait été racheté par un banquier liégeois, Michel Frésart qui le laisse en héritage à sa fille, devenue Fille de la Croix. Le couvent réaménagé, agrandi par l'achat de propriétés attenantes et modernisé, devient la maison-mère des Filles de la Croix, noviciat, pensionnat et école normale. 
En 1922, la congrégation rachète le château de Gaillardmont situé à Chênée en Belgique où naquit Louis de Geer et le transforme en sanatorium sous le nom de « Notre-Dame des Bruyères ».
Réélue de trois en trois ans, Mère Marie-Thérèse (Jeanne Haze) sera supérieure générale jusqu'à sa mort en 1876. Morte en odeur de sainteté, elle sera béatifiée en 1991, par Jean-Paul II. 
En 1975, les filles de la Croix sont 1 499 de par le monde, divisées en neuf provinces ou vice-provinces, responsables de 113 maisons, écoles ou instituts de bienveillance.

## Aujourd'hui

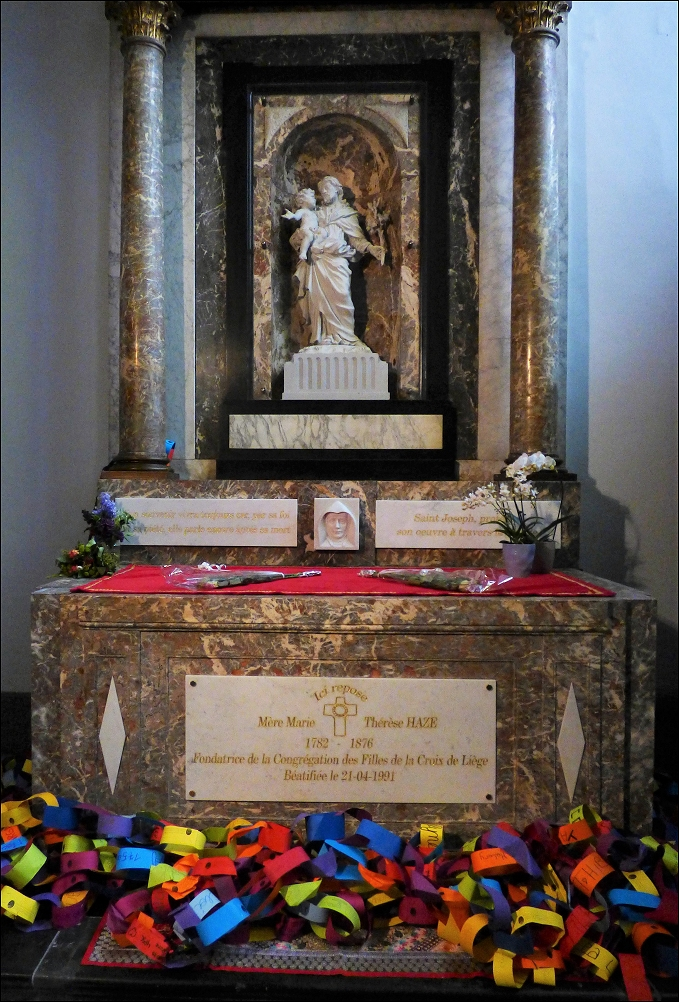
Tombe de la bienheureuse Mère Marie Thérèse Haze à la cathédrale Saint Paul de Liège après le transfert de ses reliques en avril 2017.

La congrégation a donné naissance  à trois congrégations indigènes devenues autonomes au fil des années, deux en Inde et une au Congo-Kinshasa, les Sœurs du Cœur immaculé de Marie[réf. nécessaire].
Leurs écoles secondaires sont parmi les meilleures en Angleterre[réf. nécessaire]. La St Philomena's Catholic High School de Carshalton (Surrey) a reçu un prix particulier pour être la meilleure école de Londres en 2004[réf. nécessaire].
D'après l'Annuaire pontifical de 2009, les Filles de la Croix sont aujourd'hui 833. Si leur nombre diminue en Europe, c'est l'inverse en Inde, où elles sont 210 et dirigent d'importantes écoles, orphelinats ou maison d'accueil à Calcutta (Kidderpore), au Bengale-Occidental (Basanti, Kurseong et Matigara), Bandra (Bombay), Panchgani[réf. nécessaire].  
Leur maison généralice a quitté le couvent de la rue Hors-Château de Liège (Belgique) pour s'installer en Angleterre en 2012,. Une communauté restant présente à Liège à quelques pas de l'ancienne maison généralice, celle-ci étant reprise par la Haute École HELMo, pour y construire des classes afin de former de futurs enseignants.
La chapelle de la rue Hors-Château reste propriété de la congrégation des Filles de la Croix[réf. nécessaire].
Le 29 avril 2017, on a procédé à la translation des reliques de Mère Marie-Thérèse Haze de la rue Hors-Château (où elle reposait) vers la cathédrale Saint-Paul de Liège. Elle repose désormais dans la chapelle adjacente à celle qui accueille les reliques de saint Lambert.